# 塞藏
塞藏（法語：Cézan，法語發音：[sezɑ̃]）是法国热尔省的一个市镇，位于该省中北部，属于孔东区和热尔洛马涅市镇公共社区。

## 地理
塞藏（43°48'45"N, 0°29'58"E）面积12.22 平方千米，位于法国奧克西塔尼大區热尔省，该省份为法国西南部内陆省份，北起顺时针与洛特-加龙省、塔恩-加龙省、上加龙省、上比利牛斯省、大西洋比利牛斯省和朗德省接壤。
与塞藏接壤的市镇（或旧市镇、城区）包括：卡斯泰拉-韦尔迪藏、热甘、拉罗克圣塞尔南、拉瓦尔当斯、普雷沙克、雷若蒙。
塞藏的时区为UTC+01:00、UTC+02:00（夏令时）。

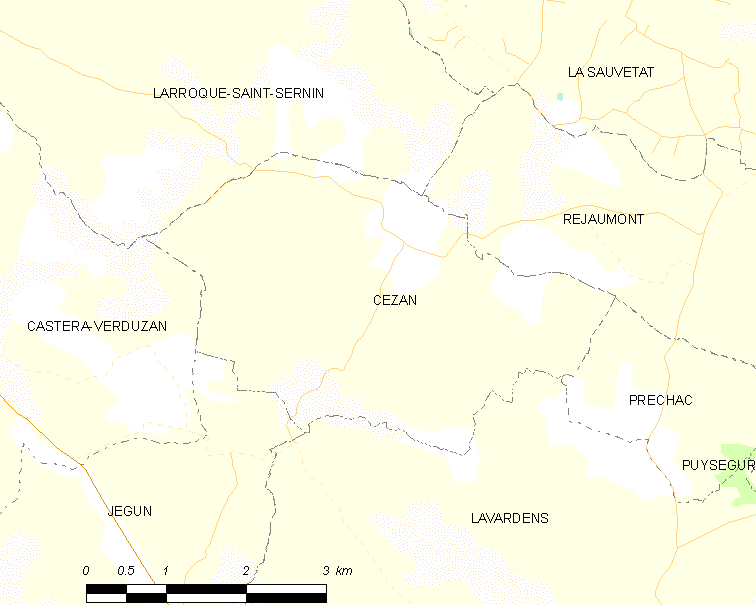
塞藏的OSM定位图

## 行政
塞藏的邮政编码为32410，INSEE市镇编码为32102。

## 政治
塞藏所属的省级选区为弗勒朗斯-洛马涅县。

## 交通
热尔省省道D215线、D236线和D303线在塞藏市中心交汇。

## 人口

1962-2008年间塞藏人口变化图示

塞藏于2022年1月1日时的人口数量为203人。